# Rinorea antioquiensis
Rinorea antioquiensis es una especie de rósidas perteneciente a la familia Violaceae. Es endémica de Colombia. 
Aunque se registra como localmente común, este pequeño árbol sigue siendo conocido solo por su ubicación tipo. Se encuentra en los bosques de tierras bajas.

## Taxonomía
Rinorea antioquiensis fue descrita por L.B.Sm. & A.Fernández y publicado en Caldasia 6(28): 105, pl. 6, en el año 1954.